# Rukshar Dhillon

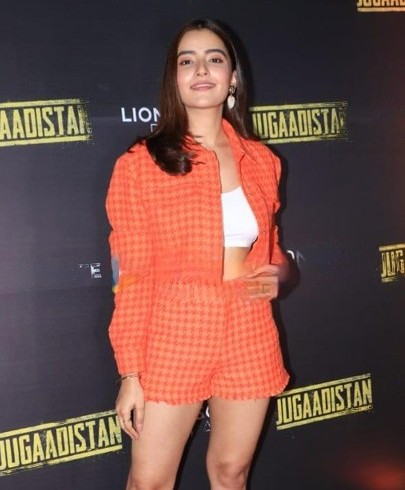
Rukshar Dhillon

Rukshar Dhillon (* 12. Oktober 1993 in London) ist eine britische Schauspielerin.

## Leben und Karriere
Dhillon wurde am 12. Oktober 1993 in London geboren. Später wuchs sie in Goa auf. Sie schloss ihr Studium mit einem Abschluss in Modedesign ab. Ihr Debüt gab sie 2016 in dem Film Run Antony. Anschließend trat sie 2018 in Krishnarjuna Yudham auf. Außerdem wurde sie 2020 für den Film Bhangra Paa Le gecastet. 2022 spielte Dhillon in dem Film Jaadugar mit. Unter anderem war sie 2023 in Road King zu sehen. Im selben Jahr setzte sie ihre Karriere in Tufang fort.

## Filmografie
Filme
- 2016: Run Antony
- 2017: Aakatayi
- 2018: Krishnarjuna Yudham
- 2019: ABCD: American Born Confused Desi
- 2020: Bhangra Paa Le
- 2022: Ashoka Vanamlo Arjuna Kalyanam
- 2022: Jaadugar
- 2023: Road King
- 2023: Spark L.I.F.E
- 2023: Tufang
- 2024: Naa Saami Ranga

Serien
- 2022: Jugaadistan